# Ramusella cordobensis
Ramusella cordobensis är en kvalsterart som först beskrevs av Balogh och Sandór Mahunka 1968.  Ramusella cordobensis ingår i släktet Ramusella och familjen Oppiidae. Inga underarter finns listade i Catalogue of Life.